# Csertő Antal (piarista szerzetes)
Csertő Antal (Csubák, Czerbák) (Sátoraljaújhely, 1856. október 27. – Szeged, 1886. október 25.) piarista rendi főgimnáziumi tanár, író.

## Élete
A gimnázium hat osztályát szülővárosában elvégezvén, 1874. szeptember 8-án a piarista rendbe lépett. A váci újoncnevelőben eltöltött próbaév után a gimnázium 7. osztályára Kecskemétre, a 8.-ra Kolozsvárra, a teológia tanulására Nyitrára küldték, majd 1880. július 4-én misés pappá szentelték föl. A klasszika-filológia tanulmányozásával 1879–1881-ben a budapesti egyetemen foglalkozott és tanári alapvizsgát tett. 1881–1882-ben mint helyettes tanár a nagykárolyi gimnáziumban nyert alkalmazást és az 1884–1885. tanévre a szegedi főgimnáziumba helyezték át.

## Munkái
Írt egy nagyobb értekezést: A görög jog és törvénykezés fejlődése, különös tekintettel az attikaiaknak a főbenjáró bűnöknél alkalmazott perrendtartására. (Nagykárolyi r. kath. nagygymn. Értesítője 1883. és 1884.)